# Lista dos patriarcas latinos de Antioquia
Esta é a lista dos Patriarcas Latinos de Antioquia, posto da Igreja Católica que existiu entre 1098 e 1964 d.C. e foi criado juntamente com o estado cruzado do Principado de Antioquia.

## Patriarcas
- Pedro I de Narbona (1098-1100)
- Bernardo de Valência (1100-1135)
- Rodolfo I de Domfront (1135-1139)
- Aimério de Limoges (1139-1193)
- Rodolfo II (1193-1196)
- Pedro II d’Angoulême (1196-1208)
- Pedro III de Locedio (1209-1217)
  - vacante (1217-1226)
- Alberto Rezzato (1226-1245)
- Opizzo Fieschi (1247-1292), titular a partir de 1268

## Patriarcas titulares
| - Pere Clasquerí † (? - 1380) - Denis du Moulin † (1439 - 1447) - Giacomo Giovenale Orsini † (1449 - 1457) - Guilelmus de la Tour † (1457 - 1470) - Guilherme † (1470) - Gérard de Crussol † (1471 - 1472) - Lorenzo Zane † (1473 - 1485) - Giordano Gaetano † (1485 - 1496) - Sebastiano † (1495 - 1502) - Alfonso Carafa † (1503 - 1529) - Ignácio † (1529 - ?) - Fernando de Loaces, O.P. † (1566 - 1568) - Juan de Ribera † (1568 - 1611) - Tomás de Avalos de Aragão † (1611 - 1622) - Luigi Caetani † (1622 - 1626) - Giambattista Pamphili † (1626 - 1626) - Cesare Monti † (1629 - 1633) - Fabio della Leonessa † (1634 - 1667 ?) - Giacomo Altoviti † (1667 - 1693) - Michelangelo Mattei † (1693 - 1699) - Charles Thomas Maillard de Tournon † (1701 - 1707 ?) - Giberto Bartolomeo Borromeo † (1711 - 1717 nomeado cardeal-presbítero dos Santos Bonifácio e Aleixo) - Filippo Anastasi † (1724 - 1735) | - Joaquín Fernández Portocarrero † (1735 - 1743 nomeado cardeal-presbítero dos Santos Quatro Coroados) - Antonio Maria Pallavicini † (1743 - 1749) - Ludovico Calini † (1751 - 1766 nomeado cardeal-presbítero de Sant'Anastasia) - Domenico Giordani † (1766 - 1781) - Carlo Camuzi † (1781 - 1788) - Giulio Maria Della Somaglia † (1788 - 1795 nomeado vigário-geral de Roma) - Giovanni Francesco Guidi di Bagno-Talenti † (1795 - 1799) - Antonio Despuig y Dameto † (1799 - 1803 nomeado cardeal-presbítero de São Calisto) - Lorenzo Girolamo Mattei † (1822 - 1833) - Antonio Piatti † (1837 - 1841) - Giovanni Niccolò Tanari † (1845 - 1853) - Alberto Barbolani di Montauto † (1856 - 1857) - Giuseppe Melchiade Ferlisi † (1858 - 1860 nomeado patriarca de Constantinopla) - Carlo Belgrado † (1861 - 1866) - Paolo Brunoni † (1868 - 1877) - Pietro De Villanova Castellacci † (1879 - 1881) - Placido Ralli † (1882 - 1884) - Vincenzo Tizzani, C.R.L. † (1886 - 1892) - Francesco di Paola Cassetta † (1895 - 1899 nomeado cardeal-presbítero de São Crisógono) - Carlo Nocella † (1899 - 1901 nomeado patriarca de Constantinopla) - Lorenzo Passerini † (1901 - 1915) - Ladislao Michele Zaleski † (1916 - 1925) - Roberto Vicentini † (1925 - 1953) |